# Orthonevra pictipennis
Orthonevra pictipennis är en tvåvingeart som först beskrevs av Friedrich Hermann Loew 1863.  Orthonevra pictipennis ingår i släktet glansblomflugor, och familjen blomflugor. Inga underarter finns listade i Catalogue of Life.